# Temporada 1988-89 de los New York Knicks
La temporada 1988-89 fue la cuadragésimo tercera de los New York Knicks en la NBA. La temporada regular acabó con 52 victorias y 30 derrotas, ocupando el segundo puesto de la conferencia, clasificándose para los playoffs, en los que cayeron en semifinales de conferencia ante Chicago Bulls.

## Elecciones en elDraft
| Ronda | Puesto | Jugador        | Posición | Nacionalidad   | Universidad |
| ----- | ------ | -------------- | -------- | -------------- | ----------- |
| 1     | 19     | Rod Strickland | Base     | Estados Unidos | DePaul      |
| 2     | 37     | Greg Butler    | Pívot    | Estados Unidos | Stanford    |

## Temporada regular
| División Atlántico   | División Atlántico | División Atlántico | División Atlántico | División Atlántico | División Atlántico | División Atlántico | División Atlántico | División Atlántico |
| Equipo               | G                  | P                  | %                  | PD                 | Casa               | Fuera              | Div                |                    |
| -------------------- | ------------------ | ------------------ | ------------------ | ------------------ | ------------------ | ------------------ | ------------------ | ------------------ |
| y-New York Knicks    | 52                 | 30                 | .634               | –                  | 35–6               | 17–24              | 18–12              |                    |
| x-Philadelphia 76ers | 46                 | 36                 | .561               | 6                  | 30–11              | 16–25              | 19–11              |                    |
| x-Boston Celtics     | 42                 | 40                 | .512               | 10                 | 32–9               | 10–31              | 19–11              |                    |
| Washington Bullets   | 40                 | 42                 | .488               | 12                 | 30–11              | 10–31              | 17–13              |                    |
| New Jersey Nets      | 26                 | 56                 | .317               | 26                 | 17–24              | 9–32               | 9–21               |                    |
| Charlotte Hornets    | 20                 | 62                 | .244               | 32                 | 12–29              | 8–33               | 8–22               |                    |

## Playoffs

### Primera ronda
New York Knicks  vs. Philadelphia 76ers
| Fecha       | Partido                                     | Ciudad       |
| ----------- | ------------------------------------------- | ------------ |
| 27 de abril | New York Knicks 102, Philadelphia 76ers 96  | Nueva York   |
| 29 de abril | New York Knicks 107, Philadelphia 76ers 106 | Nueva York   |
| 2 de mayo   | Philadelphia 76ers 115, New York Knicks 116 | Philadelphia |
|             | New York Knicks gana las series 3-0         |              |

### Semifinales de Conferencia
New York Knicks  vs. Chicago Bulls
| Fecha      | Partido                                | Ciudad     |
| ---------- | -------------------------------------- | ---------- |
| 9 de mayo  | New York Knicks 109, Chicago Bulls 120 | Nueva York |
| 11 de mayo | New York Knicks 114, Chicago Bulls 97  | Nueva York |
| 13 de mayo | Chicago Bulls 114, New York Knicks 88  | Chicago    |
| 14 de mayo | Chicago Bulls 116, New York Knicks 93  | Chicago    |
| 16 de mayo | New York Knicks 121, Chicago Bulls 114 | Nueva York |
| 19 de mayo | New York Knicks 111, Chicago Bulls 113 | Nueva York |
|            | Chicago Bulls gana las series 4-2      |            |

## Estadísticas
| Rk | Jugador           | Edad | P  | PT | MP   | TC  | TCI  | %TC  | T3  | T3I | %T3  | TL  | TLI | %TL  | RO  | RD  | RT   | AS  | RB  | TAP | BP  | FP  | PTS  |
| -- | ----------------- | ---- | -- | -- | ---- | --- | ---- | ---- | --- | --- | ---- | --- | --- | ---- | --- | --- | ---- | --- | --- | --- | --- | --- | ---- |
| 1  | Patrick Ewing     | 26   | 80 | 80 | 36.2 | 9.1 | 16.0 | .567 | 0.0 | 0.1 | .000 | 4.5 | 6.1 | .746 | 2.7 | 6.6 | 9.3  | 2.4 | 1.5 | 3.5 | 3.3 | 3.9 | 22.7 |
| 2  | Mark Jackson      | 23   | 72 | 72 | 34.4 | 6.7 | 14.2 | .467 | 1.1 | 3.3 | .338 | 2.5 | 3.6 | .698 | 1.5 | 3.3 | 4.7  | 8.6 | 1.9 | 0.1 | 3.1 | 2.3 | 16.9 |
| 3  | Charles Oakley    | 25   | 82 | 82 | 31.8 | 5.2 | 10.2 | .510 | 0.1 | 0.6 | .250 | 2.4 | 3.1 | .773 | 4.2 | 6.3 | 10.5 | 2.3 | 1.3 | 0.2 | 3.0 | 3.3 | 12.9 |
| 4  | Gerald Wilkins    | 25   | 81 | 58 | 29.8 | 5.7 | 12.7 | .451 | 0.6 | 2.1 | .297 | 2.3 | 3.0 | .756 | 1.2 | 1.8 | 3.0  | 3.4 | 1.4 | 0.3 | 2.1 | 2.0 | 14.3 |
| 5  | Johnny Newman     | 25   | 81 | 80 | 28.8 | 5.6 | 11.8 | .475 | 1.2 | 3.5 | .338 | 3.5 | 4.3 | .815 | 1.1 | 1.4 | 2.5  | 2.0 | 1.4 | 0.3 | 1.9 | 3.2 | 16.0 |
| 6  | Trent Tucker      | 29   | 81 | 24 | 22.5 | 3.2 | 7.1  | .454 | 1.5 | 3.7 | .399 | 0.5 | 0.7 | .782 | 0.7 | 1.5 | 2.2  | 1.6 | 1.1 | 0.1 | 0.7 | 2.0 | 8.5  |
| 7  | Kiki Vandeweghe   | 30   | 27 | 0  | 18.6 | 3.6 | 7.7  | .464 | 0.1 | 0.4 | .300 | 1.9 | 2.1 | .911 | 0.6 | 0.8 | 1.3  | 1.3 | 0.4 | 0.3 | 0.9 | 1.4 | 9.2  |
| 8  | Rod Strickland    | 22   | 81 | 10 | 16.8 | 3.3 | 7.0  | .467 | 0.2 | 0.7 | .322 | 2.1 | 2.9 | .745 | 0.6 | 1.3 | 2.0  | 3.9 | 1.2 | 0.0 | 1.8 | 1.8 | 8.9  |
| 9  | Sidney Green      | 28   | 82 | 0  | 15.6 | 2.4 | 5.1  | .460 | 0.0 | 0.0 | .000 | 1.6 | 2.1 | .759 | 1.9 | 2.9 | 4.8  | 0.9 | 0.6 | 0.2 | 1.5 | 2.1 | 6.3  |
| 10 | Kenny Walker      | 24   | 79 | 2  | 14.7 | 2.2 | 4.5  | .489 | 0.1 | 0.3 | .250 | 0.8 | 1.1 | .776 | 1.3 | 1.6 | 2.9  | 0.5 | 0.5 | 0.6 | 0.6 | 2.4 | 5.3  |
| 11 | Eddie Lee Wilkins | 26   | 71 | 2  | 8.2  | 1.6 | 3.5  | .465 | 0.0 | 0.0 | .000 | 0.9 | 1.6 | .550 | 1.0 | 1.1 | 2.1  | 0.1 | 0.1 | 0.2 | 0.8 | 1.5 | 4.1  |
| 12 | Pete Myers        | 25   | 29 | 0  | 7.9  | 0.9 | 2.1  | .410 | 0.0 | 0.1 | .000 | 1.1 | 1.5 | .705 | 0.4 | 0.4 | 0.8  | 1.6 | 0.6 | 0.1 | 0.7 | 1.4 | 2.8  |
| 13 | Greg Butler       | 22   | 33 | 0  | 4.2  | 0.6 | 1.5  | .417 | 0.0 | 0.1 | .000 | 0.5 | 0.6 | .800 | 0.3 | 0.6 | 0.8  | 0.1 | 0.0 | 0.1 | 0.5 | 0.8 | 1.7  |

## Galardones y récords
| Jugador        | Galardón                                                                     |
| Pat Ewing      | 2.º Mejor quinteto de la NBA 2.º Mejor quinteto defensivo de la NBA All-Star |
| Rod Strickland | 2.º Mejor quinteto de rookies de la NBA                                      |
| Mark Jackson   | All-Star                                                                     |